# Lijst van opera's geschreven door G.F. Händel

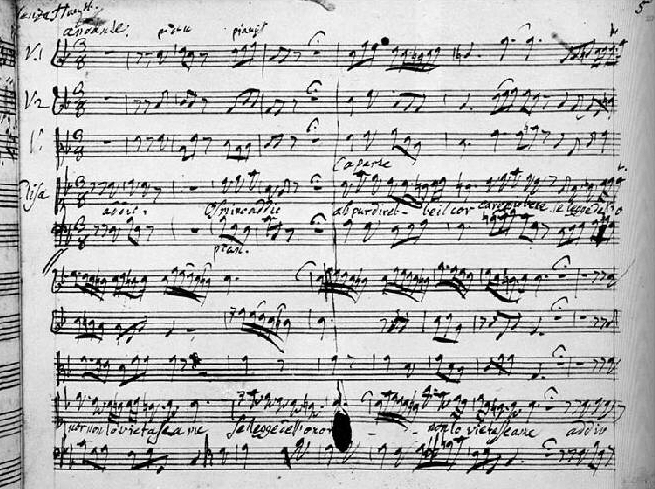
Autograaf Tolomeo, re d'Egitto; HWV 25, 1728

Dit artikel bevat een lijst van alle Duits- en Italiaanstalige opera's gecomponeerd door Georg Friedrich Händel en omvat 42 werken. De nummering is conform de Händel-Werke-Verzeichnis (HWV).
Zijn eerste opera, Almira, dateert uit 1705 en werd geschreven voor de opera in Hamburg. Van de twee opera's die hij in Italië schreef, is vooral Agrippina interessant, opgevoerd tijdens het carnaval in Venetië.
De eerste opera voor Londen, Rinaldo, was weliswaar een haastklus, maar Händel had zoveel succes, dat hij besloot te verhuizen van Hannover naar Londen. Vanaf 1712 tot 1741 componeerde hij jaarlijks één tot drie opera's. Amadigi de Gaula, een vroeg en compact werk, is de opera met de meeste psychologische diepgang.
Het hoogtepunt van de componist lag rond 1723 toen hij kort na elkaar een drietal zeer geslaagde opera's schreef: Gulio Cesare, Tamerlano en Rodelinda zijn tot stand gekomen in opdracht van de Royal Academy of Music, waarvan Händel de artistiek leider was. Ook de twee opera's uit 1735, Ariodante en Alcina, behoren tot zijn meest opgevoerde werken. Teruglopende belangstelling voor de Italiaanstalige opera als genre deed Händel in 1741 besluiten zich toe te leggen op dramatische werken met een Engelstalige tekst.
Händels opera's volgen alle het patroon van het dramma per musica, met een reeks recitatieven, aria's, soms accompagnato's - ter versterking van het dramatisch effect - of duetten, en afgesloten door een koor, veelal uitgevoerd door de solisten. De opera's beginnen met een Franse ouverture zoals Jean-Baptiste Lully die had ontwikkeld.
De libretti hebben vaak een Venetiaanse bron en hebben als onderwerp een mythologisch of klassiek gegeven.
Händels opera's zijn na diens dood 'vergeten'; een uitvoering van Admeto op 6 april 1754 was de laatste scenische uitvoering van een Händelopera tot de 20e eeuw. De aandacht voor een authentieke uitvoeringspraktijk of uitvoering op historisch verantwoorde en onderbouwde wijze heeft er inmiddels toe geleid dat Händels opera's weer regelmatig worden uitgevoerd in het theater en dat het grootste deel van de opera's op cd is uitgebracht.
| HWV   | titel                                              | librettist                                                    | eerste uitvoering | plaats                                                     | opmerking                                                                                   |
| ----- | -------------------------------------------------- | ------------------------------------------------------------- | ----------------- | ---------------------------------------------------------- | ------------------------------------------------------------------------------------------- |
| 1     | Almira of Der in Kronen erlangte Glücks-Wechsel    | Friedrich Christian Feustking, naar G. Pancieri               | 8-1-1705          | Oper am Gänsemarkt, Hamburg                                |                                                                                             |
| 2     | Nero of Die Durch Blut und Mord erlangte Liebe     | Friedrich Christian Feustking, naar G. Pancieri               | 25-2-1705         | Oper am Gänsemarkt, Hamburg                                | muziek verloren                                                                             |
| 3     | Florindo of Der beglückte Florindo                 | Hinrich Hinsch                                                | 1-1708            | Oper am Gänsemarkt, Hamburg                                | gecomponeerd als enkele opera met HWV 4 maar opgesplitst voor uitvoeringen; muziek verloren |
| 4     | Daphne of Die verwandelte Daphne                   | Hinrich Hinsch                                                | 1-1708            | Oper am Gänsemarkt, Hamburg                                | zie HWV 3;muziek verloren                                                                   |
| 5     | Rodrigo of Vincer se stresso è la maggior vittoria | naar F. Salvani                                               | herfst 1707       | Teatro Cocomero, Florence                                  |                                                                                             |
| 6     | Agrippina                                          | Vincenzo Grimani                                              | 26-12-1709        | Teatro San Giovanni Grisostomo, Venetië                    |                                                                                             |
| 7a/b  | Rinaldo                                            | Giacomo Rossi/Aaron Hill, naar Tasso, La Gerusalemme liberata | 24-2-1711         | Queen's Theatre, Londen                                    | twee versies uit respectievelijk 1711 en 1731                                               |
| 8a    | Il pastor fido                                     | Giacomo Rossi, naar B. Guarini                                | 22-11-1712        | Queen's Theatre, Londen                                    |                                                                                             |
| 8b    | Terpsicore                                         | Giacomo Rossi, naar B. Guarini                                | 9-11-1734         | Covent Garden, Londen                                      | proloog voor Il pastor fido                                                                 |
| 8c    | Il pastor fido                                     |                                                               | 18-5-1734         | King's Theatre, Londen                                     | herziene versie                                                                             |
| 9     | Teseo                                              | Nicola Haym, naar P. Quinault                                 | 10-1-1713         | Queen's Theatre, Londen                                    |                                                                                             |
| 10    | Lucio Cornelio Silla of Silla                      | Giacomo Rossi, naar Plutarchus                                | 2-6-1713          | ?Queen's Theatre, Londen                                   |                                                                                             |
| 11    | Amadigi di Gaula                                   | ?Haym, naar A.H. de la Motte, 1699                            | 25-5-1715         | King's Theatre, Londen                                     |                                                                                             |
| 12a/b | Radamisto                                          | ?Haym, naar D. Lalli                                          | 27-4-1720         | King's Theatre, Londen                                     | twee versies uit respectievelijk 1715 en 1720                                               |
| 13    | Muzio Scevola                                      | Paolo Antonio Roli                                            | 15-4-1721         | King's Theatre, Londen                                     | akte 3 van Händel (akte 1 van Filippo Amadei en akte 2 van Bononcini                        |
| 14    | Floridante                                         | Rolli, naar Silvani                                           | 9-12-1721         | King's Theatre, Londen                                     |                                                                                             |
| 15    | Ottone, re di Germania                             | Haym, naar S.B. Pallavicino                                   | 12-1-1723         | King's Theatre, Londen                                     |                                                                                             |
| 16    | Flavio, re de' Langobardi                          | Haym, naar M. Norris                                          | 14-5-1723         | King's Theatre, Londen                                     |                                                                                             |
| 17    | Giulio Cesare in Egitto                            | Haym, naar G.F. Bussani                                       | 20-2-1724         | King's Theatre, Londen                                     |                                                                                             |
| 18    | Tamerlano                                          | Haym, naar C.A. Piovene, naar J.N. Pradon                     | 31-10-1724        | King's Theatre, Londen                                     |                                                                                             |
| 19    | Rodelinda, regina de' Langobardi                   | Haym, naar A. Salvi, naar P. Corneille                        | 13-2-1725         | King's Theatre, Londen                                     |                                                                                             |
| 20    | Scipione of Publio Cornelio Scipione               | Rolli, naar A. Salvi                                          | 12-3-1726         | King's Theatre, Londen                                     |                                                                                             |
| 21    | Alessandro                                         | O. Mauro                                                      | 5-5-1726          | King's Theatre, Londen                                     |                                                                                             |
| 22    | Admeto, re di Tessaglia                            | naar A. Aureli (1660) en Mauro (1679)                         | 31-1-1727         | King's Theatre, Londen                                     |                                                                                             |
| 23    | Riccardo Primo, re d'Inghhilterra                  | Rolli, naar F. Briani                                         | 11-11-1727        | King's Theatre, Londen                                     |                                                                                             |
| 24    | Siroe, re di Persia                                | Haym, naar P. Metastasio                                      | 17-2-1728         | King's Theatre, Londen                                     |                                                                                             |
| 25    | Tolomeo, re d'Egitto                               | Haym, naar C.S. Capece                                        | 30-4-1728         | King's Theatre, Londen                                     |                                                                                             |
| 26    | Lotario                                            | naar Salvi                                                    | 2-12-1729         | King's Theatre, Londen                                     |                                                                                             |
| 27    | Partenope                                          | naar Stampiglia                                               | 24-2-1730         | King's Theatre, Londen                                     |                                                                                             |
| 28    | Poro, re dell' Indie                               | naar Metastasio                                               | 2-2-1731          | King's Theatre, Londen                                     |                                                                                             |
| 29    | Ezio                                               | naar Metastasio                                               | 15-1-1732         | King's Theatre, Londen                                     |                                                                                             |
| 30    | Sosarme, re di Media                               | naar Salvi                                                    | 15-2-1732         | King's Theatre, Londen                                     |                                                                                             |
| 31    | Orlando                                            | naar Capece, naar L. Ariosto, Orlando furioso                 | 27-1-1733         | King's Theatre, Londen                                     |                                                                                             |
| 32    | Arianna in Creta                                   | naar P. Pariati                                               | 26-1-1734         | King's Theatre, Londen                                     |                                                                                             |
| 73    | Parnasso in festa                                  |                                                               | 13-3-1734         | King's Theatre, Londen (waarschijnlijk niet o.l.v. Händel) | bevat muziek uit Athaliah HWV 52                                                            |
| A11   | Oreste                                             | naar G.G. Barlocci                                            | 18-12-1734        | Covent Garden Theatre, Londen                              | pasticcio, muziek volledig Händel                                                           |
| 33    | Ariodante                                          | naar Salvi, naar Ariosto, Orlando furioso                     | 8-1-1735          | Covent Garden Theatre, Londen                              |                                                                                             |
| 34    | Alcina                                             | naar L'isola d'Alcina, naar Ariosto, Orlando furioso          | 16-4-1735         | Covent Garden Theatre, Londen                              |                                                                                             |
| 35    | Atalanta                                           | naar B. Valeriana                                             | 12-5-1736         | Covent Garden Theatre, Londen                              |                                                                                             |
| 36    | Arminio                                            | naar Salvi, naar de Campistrion (1684)                        | 12-1-1737         | Covent Garden Theatre, Londen                              |                                                                                             |
| 37    | Giustino                                           | naar N. Beregan/Pariati                                       | 16-2-1737         | Covent Garden Theatre, Londen                              |                                                                                             |
| 38    | Berenice, regina d'Egitto                          | naar Salvi                                                    | 18-5-1737         | Covent Garden Theatre, Londen                              |                                                                                             |
| 39    | Faramondo                                          | naar A. Zeno                                                  | 3-1-1738          | King's Theatre, London                                     |                                                                                             |
| 40    | Serse of Xerxes                                    | naar Stampiglia                                               | 15-4-1738         | King's Theatre, Londen                                     |                                                                                             |
| A 14  | Giove in Argo                                      | naar A.M. Lucchini                                            | 1-5-1739          | King's Theatre, Londen                                     | pasticcio, muziek volledig van Händel                                                       |
| 41    | Imeneo                                             | naar Stampiglia                                               | 22-11-1740        | Lincoln's Inn Fields Theatre, Londen                       |                                                                                             |
| 42    | Deidamia                                           | Rolli                                                         | 10-1-1741         | Little Theatre Haymarket, Londen                           |                                                                                             |